# كوبروليت

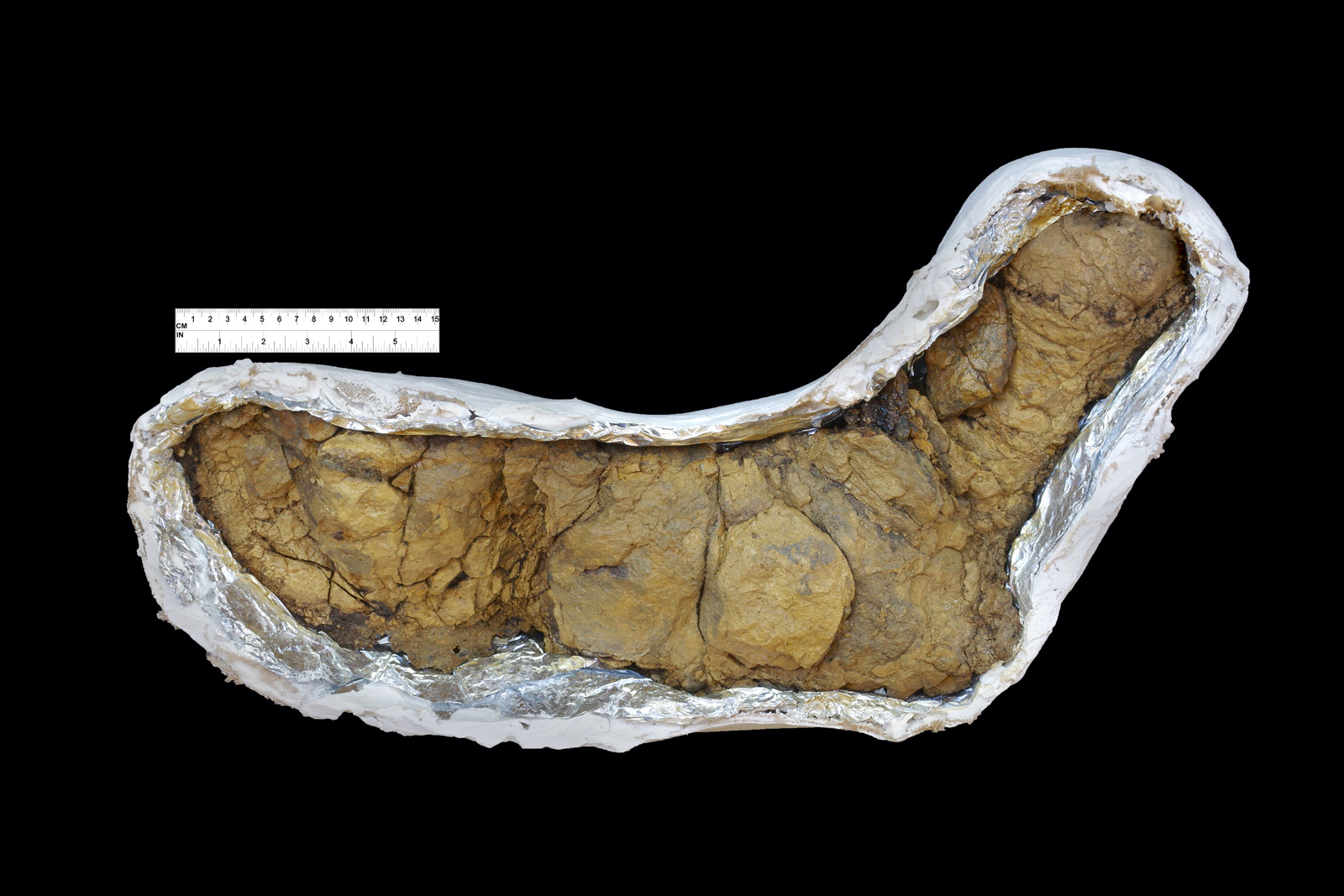
كوبروليت كبير من ديناصور آكل للحوم وجد في مقاطعة هاردينغ، داكوتا الجنوبية ،الولايات المتحدة. الصورة مقدمة من Poozeum.

النجو المُستحجر أو البراز المتحجر أو (نقحرة: كوبروليت) (باللاتينية: coprolite)، (من الإغريقية:kopros = κόπρος = روث + lithos = λίθος = حجر). صنف النجو المُستحجر على أنها آثار أحفورية عكس أحافير الجسم، وذلك لأنها تقدم دليلاً على سلوك الحيوان (في هذه الحالة النظام الغذائي) بدلاً من الشكل. تم وصفها لأول مرة في عام 1829 من قبل العالم الجيولوجي وليام بكلاند. قبل ذلك كانت تُعرف باسم «أحافير مخاريط الصنوبرية» و«أحجار البازهر». وهي تخدم غرضا قيما في علم الأحياء القديمة لأنها تقدم دليلًا مباشرا على الافتراس والنظام الغذائي للكائنات المنقرضة. يراوح حجم النجو المُستحجر من بين بضعة مليمترات إلى أكثر من 60 سم.